# 410'erne
Århundreder: 4. århundrede – 5. århundrede – 6. århundrede
Årtier: 360'erne 370'erne 380'erne 390'erne 400'erne – 410'erne – 420'erne 430'erne 440'erne 450'erne 460'erne
År: 410 411 412 413 414 415 416 417 418 419
410'erne er perioden fra 1. januar 410 til 31. december 419.
Årtiet var i Asien præget af stridighederne mellem de forskellige dynastier, der havde delt Kina mellem sig. I Europa var periodens vigtigste begivenhed de to romerske rigers forsvar mod effekterne af de omfattende folkevandringer, der var igangsat af hunnerne omkring 370, og som fortsatte i takt med, at hunnerne bevægede sig vestpå.

## Status omkring 410

### Afrika
- Kongeriget Aksum med centrum i det nuværende Eritrea var kristent og kan betragtes som en regional stormagt.
- Afrika nord for Sahara hørte til de to Romerriger, med Egypten som en del af det østromerske rige, mens resten indgik i det vestromerske rige.
- Den øvrige del af kontinentet var fortrinsvist delt mellem mindre stammer.

### Amerika
- Den største statsdannelse på det amerikanske kontinent var på dette tidspunkt maya-kulturens system af bystater.

### Asien
- Indien var domineret af Guptariget, der i denne periode var på sit højeste.
- Japans politiske tyngdepunkt var koncentreret omkring Yamato-provinsen. De japanske regenter sendte tribut til Jin-dynastiet i Kina.
- I Kina var Jin-dynastiet på tilbagegang, og i den nordlige del af landet var der opstået flere selvstændige kongeriger.
- På den koreanske halvø var Goguryeo en regional stormagt, mens sydspidsen af halvøen var delt mellem tre små riger.
- Mongoliet og store dele af centralasien indgik i Rouran-riget. Shelun, der regerede fra 402-410, var den første af rigets herskere, der brugte titlen khan.
- Det persiske sassanide-rige holdt i denne periode fred med sine naboer og samarbejdede med østromerne om forsvaret mod hunnerne.

### Europa
- Det vestromerske rige var på papiret den ene af verdensdelens stormagter. På grund af intern splittelse var dets militære formåen i 410 på et lavpunkt, men situationen blev forbedret i løbet af årtiet. Store dele af Gallien (Frankrig) blev styret af Konstantin 3., der fra sin base i Arles forsøgte at udbygge sin magtstilling. Det nordlige Hispania (Spanien) blev officielt regeret af oprørskejseren Maximus, der dog var helt i lommen på generalen Gerontius. Adskillige fremmede stammer havde invaderet riget og opholdt sig (plyndrede) inden for landets grænser, i det nuværende Spanien, Frankrig og Italien. Romersk Britannien var blevet tømt for tropper i 407 og lå åbent for plyndringer fra sine naboer.
- Det østromerske rige var den anden stormagt, og trykket på grænserne førte til udbygning af rigets forsvar.
- Hunnerne var på vej vestpå mod det nuværende Ungarn, og de skubbede flere folkeslag foran sig.
- Alanerne havde været naboer til hunnerne og var spredt i flere grupper, hvoraf den største var kommet til det nuværende Spanien i 409.
- Goterne var ligeledes delt i flere grupper, med bosættelser på Balkan, dels som undersåtter i det østromerske rige, og dels nord for grænsen, truet af hunnerne.
- Visigoterne var den gruppe goter, der havde invaderet det vestromerske kærneland i Italien og som opholdt sig der i 410 under ledelse af Alarik 1.
- Vandalerne var for størstedelens vedkommende nået til Spanien. På grund af store tab undervejs spillede de en underordnet rolle i forhold til alanerne.
- Sveberne var lige som alanerne blevet splittet op i flere grupper. En del var nået frem til Spanien, mens andre var blevet øst for Rhinen og nord for Donau, opdelt i quader og markomanner.
- Alemannerne boede i det nuværende Sydtyskland, mellem Donau og Rhinen.
- Burgunderne boede nord for alemannerne.
- Frankerne boede nord og nordøst for Rhinen.
- "Udkantseuropa" var beboet af germanske stammer i Skandinavien og det nuværende Nordtyskland og Polen, og af stammer med keltisk oprindelse på grænsen til romersk Britannien, samt af slaviske og finsk-ugriske stammer længere mod nordøst.

## Vigtige begivenheder
- Visigoterne under Alarik 1. belejrede og indtog Rom i august 410. Plyndringen af Rom gjorde stort indtryk i samtiden, idet byens mure ellers havde modstået alle trusler i 800 år. Visigoterne fortsatte sydpå for at indskibe sig til Nordafrika, men opgav det, og Alarik døde i Calabrien sidst på året.
- Visigoterne valgte Ataulf til konge i slutningen af 410 og han førte dem op gennem Italien og videre til Sydfrankrig.
- General Gerontius indledte i 411 en belejring af Konstantin 3. i Arles. Den nyudnævnte vestromerske general Constantius førte imidlertid sin hær til Arles, hvor han først besejrede Gerontius, og derefter tvang Konstantin til at overgive sig.
- Modkejseren Maximus flygtede fra Nordspanien, og man hørte ikke mere til ham. Til gengæld kom der en ny modkejser i det nordlige Gallien, Jovinus, som havde støtte fra lokale adelsmænd samt fra alaner og burgundere, der havde slået sig ned i området.
- Jovinus anerkendte i 411 burgundernes rige i Gallien, koncentreret omkring byerne Borbetomagus (Worms) og Noviomagus (Speyer). Burgunderne blev ledet af kong Gundahar.
- I 413 indgik romerne en aftale med visigoterne, som gik med til at støtte dem mod Jovinus. Oprørskejseren blev taget til fange og derpå henrettet i juli 413.
- I januar 414 skiftede visigoterne på ny side. Ataulf udråbte romeren Priscus Attalus som modkejser og fornærmede yderligere romerne ved at gifte sig med kejser Honorius halvsøster Galla Placidia. Det vestromerske svar var, at general Constantius indledte en blokade af de visigotiske områder.
- I juli 414 blev den østromerske kejser Theodosius storesøster Pulcheria officielt udpeget til augusta (kejserinde) og overtog hvervet som hans formynder.
- I 414 blev "Det Sydlige Liang", der var et af "de 16 kongeriger" i det nordlige Kina, erobret af nabostaten "Det Vestlige Qin" og ophørte med at eksistere.
- I 415 medførte den romerske blokade, at visigoterne brød op og drog til Nordspanien i håb om at kunne finde føde der. I sensommeren blev kong Ataulf blev udsat for et mordforsøg og døde få dage senere. Han afløstes af Sigerik, der efter en uges regeringstid blev myrdet og erstattet med Wallia.
- I efteråret 415 indgik Wallia en aftale med vestromerne. Visigoterne fik mad, men skulle til gengæld levere tropper til den romerske hær. Ataulfs enke, Galla Placidia, fik lov til at rejse hjem til kejserhoffet i Ravenna. Priscus Attalus var blevet efterladt af visigoterne i Sydfrankrig og taget til fange af romerne. Derefter var der ikke længere modkejsere til Honorius i resten af hans regeringstid.
- I årene 416-418 førte visigoterne på romernes vegne krig mod alaner, sveber og vandaler i Spanien. Alanerne blev blev næsten udryddet, og de få overlevende sluttede sig til vandalerne, som dermed pludselig blev den dominerende "barbariske" gruppe på den iberiske halvø. I 418 blev visigoterne kaldt tilbage til Gallien og fik tilladelse til at bosætte sig i Garonne-dalen i det nuværende Sydfrankrig.
- I 419 blev den udviklingshæmmede kejser An Di forgiftet af rigets stærke mand, Liu Yu, og erstattet med sin bror, der blev kejser over Jin-dynastiets besiddelser, med navnet Gong Di.

## Personer

### Konger, kejsere og regenter
- Alarik 1., den første konge over den nye visigotiske gruppe. Død 410.
- Ataulf, svoger til Alarik og visigotisk konge 410-415.
- Gundahar, konge over det nye burgundiske rige ved Rhinen til sin død i 436.
- Gunderik, konge over de hasdingske vandaler 406-428.
- Honorius, officiel vestromersk kejser 395-421, men i praksis uden reel magt.
- Jovinus, modkejser til Honorius 411-413.
- Konstantin 3., modkejser til Honorius, og anerkendt som medkejser fra 409. Henrettet i 411.
- Priscus Attalus, udpeget af visigoterne som modkejser til Honorius, 414-415.
- Pulcheria, storesøster til Theodosius 2., og regent for ham 414-416, til han blev myndig. Havde derefter fortsat stor indflydelse ved hoffet.
- Sigerik, visigotisk konge i en uge i 415.
- Theoderik 1., visigotisk konge 418-451.
- Theodosius 2., østromersk kejser 408-450.
- Wallia, visigotisk konge 415-418.

### Kulturpersoner
- Augustin, biskop af Hippo Regius siden 395, og tidens betydeligste teolog. På baggrund af uroen omkring plyndringen af Rom skrev han fra 413 værket "Om Guds By" (De civitate Dei), hvor han betonede forskellen mellem Guds by og de menneskeskabte byer.
- Hypatia af Alexandria. Kvindelig nyplatonisk filosof. Myrdet i marts 415 under kristne pøbeloptøjer i Alexandria.
- Pave Innocens 1., var biskop af Rom (pave) 401-417 og gjorde meget for at øge dette embedes autoritet i den kristne kirke.
- Pave Zosimus 1., var biskop af Rom (pave) 417-418. Han var først positiv over for pelagianismen, men fordømte den derefter i 418.
- Pave Bonifatius 1., var biskop af Rom (pave) 418-422. Han måtte gennem en konfrontation med modpaven Eulalius, før hans valg kunne bekræftes.
- Pelagius, kristen teolog. Betonede værdien af den frie vilje og afviste begreber som arvesynden og "Guds nåde". Fordømt som kætter i 416.
- Olympiodoros af Theben, østromersk diplomat og historiker. Blev i 412 sendt på diplomatisk mission til hunnerkongen Charatons hof.
- Paulus Orosius, kristen historiker, der hørte til kredsen omkring Augustin. Bedst kendt for sit værk Historiarum Adversum Paganus Libri VII ("Syv historiebøger mod hedningene"), der udkom omkring 417.